# Anosinalainolona
Anosinalainolona est une commune urbaine malgache située dans la partie centre-est de la région de Boeny.

## Géographie

### Localisation
Anosinalainolona est une commune rurale située dans le district de Marovoay, dans l'ancienne province de Mahajanga, à Madagascar.
Coordonnées administratives : 
Code de la commune : 40602 
Code du district : 406
Climat : Non spécifié dans les informations, mais le climat général de la région est souvent tropical avec une alternance de saisons sèches et humides.

### Accès
Le transport principal est effectué à pied.
Le temps de trajet vers la capitale régionale est d’environ 2 heures, avec des coûts de transport variant selon la saison

## Démographie
Population totale :
La commune comptait 3 827 habitants lors de l'estimation de l'année 2000.
Structure sociale : 
5 % de la population est considérée comme extrêmement pauvre.
80 % des habitants sont considérés comme pauvres.
10 % ont un niveau de vie moyen.
5 % de la population est considérée comme aisée.

## Secteurs d’activité
L'économie locale repose principalement sur l'agriculture, l'élevage et un peu de pêche : 

### Agriculture
60 % de la population travaille dans l'agriculture.
Le riz est la culture principale, suivi de l'arachide et du maïs.

### Élevage
34 % de la population pratique l'élevage.
Le cheptel compte environ 3 225 bovins et 98 porcs.

### Pêche
5 % de la population pratique la pêche.

## Autres activités
1 % de la population travaille dans les services.
Infrastructures 

### Éducation
Présence d’une école primaire dans la commune.

### Santé
La commune dispose d’un centre de santé.
Présence d’un bureau rattaché au ministère de la Santé.

### Infrastructure routière
Les routes ont été coupées trois fois entre 1999 et 2001, montrant des défis d’accès pendant cette période.